# Ga Diêm Phổ
Ga Diêm Phổ là một nhà ga xe lửa tại huyện Núi Thành, tỉnh Quảng Nam. Nhà ga là một điểm của đường sắt Bắc Nam và nối với ga Tam Kỳ với ga Núi Thành.

## Các tuyến
- Đường sắt Bắc Nam